# Deni Qaysumov
Deni Qaysumov (6 febbraio 1968) è un ex calciatore azero, di ruolo difensore.

## Carriera

### Club
Dopo aver giocato nella terza serie del campionato sovietico, gioca dalla prima alla quarta serie del campionato russo provando anche un'esperienza al Dubai (Emirati Arabi Uniti).

### Nazionale
Debutta nel 1995 con la Nazionale azera, giocando 23 partite fino al 1998.